# Argonychiurus bertrandi
Argonychiurus bertrandi is een springstaartensoort uit de familie van de Onychiuridae. De wetenschappelijke naam van de soort is voor het eerst geldig gepubliceerd in 1936 door Denis.